# سکه دورو
سکه دورو فیلمی به کارگردانی و نویسندگی خسرو پرویزی محصول سال ۱۳۴۷ است.

## بازیگران
- مجید محسنی
- پروین غفاری
- مریم الوندی
- محسن آراسته
- علی آزاد
- غلامرضا سرکوب
- سیروس شاندرمنی
- اکبر جنتی شیرازی
- آنیک (در تیتراژ با نام آنیک طوماسیان معرفی می‌شود)